# Margit Kaffka
Margit Kaffka (Nagykároly, Romania, 10 de juny de 1880 - Budapest, Hongria, 1 de desembre de 1918) fou una escriptora i poeta hongaresa.

## Biografia
Va nàixer al si d'una família burgesa. Son pare, fiscal general, morí al 1886 sent encara jove i deixant la família en una situació econòmica prou delicada, la qual cosa feu que Margit Kaffka es preparara per a mestra al convent de les Germanes de la Misericòrdia de Szatmár, on n'obtingué el títol al 1898. Estudià un any més a Miskolc i aconseguí una beca per cursar la titulació superior a Budapest, i això li permeté treballar com a professora d'ensenyament secundari.
Al 1905 es casà amb l'enginyer forestal Fröhlich Brúnó. Al 1906 tingueren un fill i al 1910 es divorcià. Continuà treballant a Budapest com a professora i aquest mateix any la revista Nyugat ('Occident') l'acceptà com a col·laboradora permanent i va aconseguir amb les seues publicacions fama i reconeixement dels seus col·legues.
Al 1913 es casà amb Ervin Bauer, metge biòleg, germà menor de l'autor Béla Balázs. Al 1914, durant el seu viatge de nuvis a Itàlia, esclatà la Primera Guerra Mundial. El seu marit s'incorporà a files i Margit Kaffka abandonà el treball de professora i es va dedicar exclusivament a la literatura. Al 1918, el seu marit tornà ferit del front però al cap de pocs mesos, ella i el seu fill moriren víctimes de l'epidèmia de grip espanyola.
El poeta Endre Ady l'anomenava "la grandíssima escriptora". Les seues primeres influències foren el poeta József Kiss i el cercle d'escriptors de La Setmana (A Hét) a més de, segons la seua confessió, Mihály Szabolcska.

## Obres principals
Escrigué algunes novel·les, relats i poemes.
Publica la primera novel·la Colors i anys (Színek és évek) al 1912, en què descriu la manera de viure de la noblesa hongaresa de la dècada de 1890, empobrida i sense valors, i les estrictes regles morals i socials que regien la vida de moltes dones d'aquesta classe social.
La seua novel·la Formiguer (Hangyabol) de 1917 es basa en les seues experiències com a alumna del convent de les Germanes de la Misericòrdia de Szatmár, on estudià per a professora. Hi descriu l'ambient asfixiant, les relacions entre monges i alumnes, les seues il·lusions i aspiracions, les lluites de poder, les rígides regles del convent i l'amor entre dones.